# Элмляр Академиясы (станция метро)
«Элмляр Академиясы» (азерб. Elmlər Akademiyası — «Академия наук») — станция  второй (Зелёной) линии Бакинского метрополитена, расположенная между станциями «Низами Гянджеви» и «Иншаатчылар». Во время проходки тоннеля на участке между станциями «Элмляр Академиясы» — «Иншаатчылар» произошел неожиданный и невероятной мощности прорыв воды, это было единственной и самой крупной аварией, случившейся во время строительства Бакинского метро. В дальнейшем работы на аварийном участке проводились методом замораживания жидким азотом.

## Характеристика
Станция открыта 31 декабря 1985 года в составе 9-километрового пускового участка «Элмляр академиясы» — «Мемар Аджеми», состоящего из четырёх станций, из которых только «Элмляр Академиясы» является станцией глубокого заложения.
Выход в город через наземный вестибюль к зданию Академии наук республики Азербайджан, расположенный в районе пересечения улиц Гусейна Джавида и Фирудина Агаева.
28 декабря 2015 года состоялось открытие второго выхода станции, а в апреле 2016 года старый выход был закрыт на замену эскалаторов.
При подъезде к станции в вагонах звучит фрагмент из песни «Студент» (азерб. Tələbə) композитора Тельмана Гаджиева.